# 밈 (가운데땅)
밈(Mîm)은 하찮은 난쟁이로 알려진 존재다. 도리아스를 떠나 무법자로서 자신의 무리를 형성하던 투린을 만나 그에게 여러 정보를 제공했으나, 배신으로 결국 모르고스의 포로로 모든 사건의 전말을 알고 있는 투린의 부친 후린에게 참살당한다.
자식으로 이분과 킴이 있다.